# Tatiana Eva-Marie
| Tatiana Eva-Marie                         | Tatiana Eva-Marie                         |
| Kattints az alábbi külső linkek egyikére! | Kattints az alábbi külső linkek egyikére! |
| ----------------------------------------- | ----------------------------------------- |
| Nem található szabad kép.(?)              |                                           |
| külső link · jogvédett                    | Tatiana Eva-Marie                         |

Tatiana Eva-Marie (1985. december 29. -), francia énekesnő. Az 1930-as évekbeli swinget és cigány dzsesszt énekel. Zenekara az Avalon Jazz Band.

## Pályafutása
Louis Crelier és Anca Maria zenészek lányaként Franciaországban és Svájcban nőtt fel. Középkori angol irodalomból szerzett diplomát a párizsi Sorbonne-on. 2011-ben Párizsból New Yorkba költözött és 2014-ben Adrien Chevalier hegedűművésszel megalakította az Avalon Jazz Bandet. Norah Jones segítette az Avalon Jazz Band létrehozásakor. Tatiana Eva-Marie döntőben volt a francia Music Explorer című televíziós műsor első évadában 2014-ben.
2015-ben Tatiana Eva-Marie új zenekart alapított az Avalon Jazz Band mellett: a Zazou Swing Orchestrat. 2017-ben létrehozta a The Copacetics énektriót is Amos Rose-zal és Sasha Masakowskival.
Éneklését Cyrille Aimée-hez és Cécile McLorin Salvant-hoz hasonlítják.

## Albumok
- 2012: My Gypsy Jazz Chrismas
- 2016: Je Suis Swing
- 2016: I Wish You Love
- 2019: Paris
- 2019: Wintertime Dreams: A Parisian Christmas
- 2019: Moongirl
- 2019: Paris
- 2020: Bonjour Tristesse
- 2021: April in Paris

## Filmek
- Tatiana Eva-Marie az IMDb-n